# モハマド・マルズキ・ユソフ
モハマド・マルズキ・ユソフ（マレー語: Mohd Marzuki Yusof、1981年1月3日 - ）は、マレーシアのサッカー選手。元マレーシア代表。現役時代のポジションはDF。

## クラブ歴
2001年にトレンガヌFAで選手となって以来、殆どをトレンガヌ州のクラブで過ごしている。例外は2004年から2005年で、この時はムラカ・テレコムに移籍していた。その後トレンガヌFAに復帰、同クラブの主将を務めた。2013年にTチームFCに移籍、同クラブの主将を務めた。

## 代表歴
2002年から2003年にかけてマレーシア代表として出場した。その後、AFCアジアカップ2011予選の際に招集を受けた。